# Epsilon Indi (gruppo musicale)
Gli Epsilon Indi sono un gruppo musicale fondato a Roma nel 1987, le cui sonorità variano dal post–rock alla musica sperimentale, passando per la musica elettronica.
Prendono il loro nome da Epsilon Indi, una stella della costellazione dell'Indiano tra le più vicine alla Terra.

## Formazione
Membri attuali
- Sergio De Vito – pianoforte, tastiere, campionamenti, programmazione, arrangiamento archi (1987–presente)
- Antonio Leoni – basso, chitarra acustica, voce (1987–presente)
- Simone Bertugno – chitarra elettrica, arrangiamento archi, voce (2010–presente)
- Alessandro Bruno – chitarra elettrica, voce (1987–presente)
- Giulio Caneponi – batteria, percussioni (2000–presente)
- Alex Romagnoli – voce (1987–presente)

Membri precedenti
- Stefania Anzellotti – voce (1998–2011)
- Francesco Baldi – violino (1994–1999)
- Pietro Bartoleschi – percussioni (1995)
- Fulvio Biondo – tastiere (1994)
- Paolo Botti – viola (1995–1999)
- Carlo Camilloni – percussioni (1995)
- Renato Ciunfrini – clarinetto (1995–1998)
- Bassidou Compaoré – voce, percussioni (1992–1999)
- Giorgia Franceschi – viola (1994)
- Emma Giannotti – voce (1995–1999)
- Francesca Ienuso – viola (1994)
- Anna Maria Kunkar – violino (1994–1999)
- Massimo Marracini – batteria, vibrafono, xilofono (1999)
- Mauro Monte – tastiere (1992)
- Stefano Mostocotto – batteria (1999)
- Marco Onofri – string (1994)
- Fabio Palmieri – chitarre (1990–1996)
- Franco Patimo – piatti (1994)
- Marco "Zu" Ramacciotti – midi horn, sax tenore (1992–1994)
- Ernesto Ranfi – contrabbasso (1994)
- Armando Rossetti – tastiere (1992–1999)
- Katya Sanna – voce (1994)
- Elena Sansonetti – voce (1999)
- Marco Schiavoni – fisarmonica (1999)
- Maurizio Siciliani – chitarra acustica (1998–1999)
- Ale Sordi – percussioni (1992–1994)
- Angelo Spizzichino – violino (1994–1999)
- Cathy Stevens – viola (1994)
- Marco Testoni – percussioni (1992)
- Luca Venitucci – fisarmonica (1994)

## Discografia

### Album in studio
- 1992 – A Distant Return
- 1993 – A sud del cuore
- 1994 – Stolen Silence
- 1997 – Tra Terra e Mare
- 1998 – Gaundri Music
- 1999 – Crystal Soup
- 2010 – Per questi stretti morire
- 2012 – Wherein We Are Water
- 2015 – Per amor vostro

### Colonne sonore
- 1995 – Il mondo alla rovescia
- 1997 – Giro di lune tra terra e mare
- 1997 – Gli Spiriti delle Mille Colline
- 1999 –  La casa dei limoni
- 2000 – Animali che attraversano la strada
- 2000 – Quando una donna non dorme
- 2000 – Aldis Amore 101, 102, 103...
- 2001 – Scalamara (prodotto da Nanni Moretti per i Diari della Sacher)
- 2001 – I quaderni di Luisa (prodotto da Nanni Moretti per i Diari della Sacher)
- 2002 – O'Ciuna
- 2003 – Materiali a confronto
- 2003 – La zattera di sabbia
- 2003 – Scalo a Baku
- 2004 – Maquilas
- 2010 – Per questi stretti morire (Cartografia di una passione)
- 2015 – Per Amor Vostro

### Musica per la danza
- 1990 – È meglio che la luce rimanga spenta
- 1990 – Bianco sale
- 1993 – A sud del cuore
- 1997 – Dal sud
- 1998 – Sguardo rubato
- 2001 – La cama
- 2004 – Istruzioni per rendersi infelici
- 2006 – Caos
- 2008 – L'ambito
- 2010 – Esposta
- 2013 – Galleggio, annego, galleggio
- 2015 – Come un bambino abbandonato nello specchio dell'armadio

### Videoclip
- 2001 – The Temple and the Snail
- 2001 – For the Last Time
- 2001 – The Forsaking
- 2001 – Crystal Soup
- 2001 – Dreamfall Weaver
- 2006 – Il pensatoio
- 2011 – Shine
- 2012 – Unreal

## Premi e riconoscimenti
- 2015 –  RdC Awards Premio Colonna Sonora a Epsilon Indi
- 2016 – Bari International Film Festival – Premio Ennio Morricone – Migliori musiche a Epsilon Indi
- 2016  –Nomination ai Nastri d'Argento 2016 Premio migliore colonna sonora Epsilon Indi (Per amor vostro)